# قائمة وزراء الخارجية (أرمينيا)
فيما يلي قائمة بأسماء أولئك الذين عملوا كوزراء خارجية في أرمينيا.
| الاسم                                                             | تاريخ دخول المكتب                             | تاريخ خروج المكتب                             | الفريق                                        |
| وزير الشؤون الخارجية ل جمهورية أرمينيا الأولى                     | وزير الشؤون الخارجية ل جمهورية أرمينيا الأولى | وزير الشؤون الخارجية ل جمهورية أرمينيا الأولى | وزير الشؤون الخارجية ل جمهورية أرمينيا الأولى |
| ----------------------------------------------------------------- | --------------------------------------------- | --------------------------------------------- | --------------------------------------------- |
| الكسندر خاتيشيان                                                  | 30 يونيو 1918                                 | 4 نوفمبر 1918                                 | الاتحاد الثوري الأرمني                        |
| سيراكان تيغرانيان                                                 | 4 نوفمبر 1918                                 | 27 أبريل 1919                                 | الاتحاد الثوري الأرمني                        |
| الكسندر خاتيشيان                                                  | 27 أبريل 1919                                 | 5 مايو 1920                                   | الاتحاد الثوري الأرمني                        |
| هامو اوهانيانيان                                                  | 3 أبريل 1920                                  | 23 نوفمبر 1920                                | الاتحاد الثوري الأرمني                        |
| سيمون فراتسيان                                                    | 23 نوفمبر 1920                                | 2 ديسمبر 1920                                 | الاتحاد الثوري الأرمني                        |
| مفوض الشعب للشؤون الخارجية لجمهورية أرمينيا الاشتراكية السوفياتية |                                               |                                               |                                               |
| ألكسندر بيكزاديان                                                 | 1920                                          | 1921                                          | الحزب الشيوعي لأرمينيا                        |
| اسكناز مرافيان                                                    | 1921                                          | 1922                                          | الحزب الشيوعي لأرمينيا                        |
| سهاك كاربيتيان                                                    | 1944                                          | 1946                                          | الحزب الشيوعي لأرمينيا                        |
| جيفورج (كيمك) هوفهانيسيان                                         | 1947                                          | 1954                                          | الحزب الشيوعي لأرمينيا                        |
| انطون كوشينان                                                     | 1954                                          | 1958                                          | الحزب الشيوعي لأرمينيا                        |
| بالابيك مارتروسيان                                                | 1958                                          | 1972                                          | الحزب الشيوعي لأرمينيا                        |
| كامو أودوميان                                                     | 1972                                          | 1975                                          | الحزب الشيوعي لأرمينيا                        |
| جون كيراكوسيان                                                    | 1975                                          | 1985                                          | الحزب الشيوعي لأرمينيا                        |
| اناتولي مكرتشيان                                                  | 1986                                          | 1991                                          | الحزب الشيوعي لأرمينيا                        |
| وزير خارجية أرمينيا                                               |                                               |                                               |                                               |
| اشوت يغاذاريان (بالنيابة)                                         | 1990                                          | 1991                                          |                                               |
| رافي هوفانيسيان                                                   | 7 نوفمبر 1991                                 | 16 أكتوبر 1992                                | مستقل                                         |
| أرمان كيراكوسيان (بالنيابة)                                       | أكتوبر 1992                                   | فبراير 1993                                   | مستقل                                         |
| فاهان بابازيان                                                    | 1993                                          | 1996                                          |                                               |
| الكسندر ارزومانيان                                                | 1996                                          | 4 فبراير 1998                                 | الحركة الوطنية الأرمينية                      |
| فاهان بابازيان                                                    | فبراير 1998                                   | أبريل 2008                                    | مستقل                                         |
| إدوارد نالبانديان                                                 | 14 أبريل 2008                                 | 12 مايو 2018                                  | مستقل                                         |
| زهراب ناتساكانيان                                                 | 12 مايو 2018                                  | 18 نوفمبر 2020                                | مستقل                                         |
| آرا ايفازيان                                                      | 18 نوفمبر 2020                                | 27 مايو 2021                                  | مستقل                                         |
| أرمين غريغوريان (بالنيابة)                                        | 15 يوليو 2021                                 | 19 أغسطس 2021                                 | العقد المدني                                  |
| أرارات ميرزويان                                                   | 19 أغسطس 2021                                 | في المنصب                                     | العقد المدني                                  |